# Calolampra mjoebergi
Calolampra mjoebergi är en kackerlacksart som beskrevs av Roth, L. M. och Karlis Princis 1973. Calolampra mjoebergi ingår i släktet Calolampra och familjen jättekackerlackor. Inga underarter finns listade.